# عبد العزیز الرشید
عبد العزیز بن احمد الرشید (به عربی: عبد العزیز بن أحمد الرشید) مورخ و ادیب کویتی در سال ۱۸۸۷ به دنیا آمد. وی عمدتاً به روزنامه‌نگاری و نویسندگی اشتغال داشت و آثار زیادی از وی بجا مانده‌است که مهم‌ترین آن‌ها کتاب «تاریخ کویت» است.
وی به همراه یوسف بن عیسی القناعی با قشری گرایانی که علیه روزنامه خواندن بودند مبارزه کرد و به آموزش علوم جدید فراخوان می‌داد؛ و در مقابل بنیادگرایی در کویت ایستادگی می‌کرد. وی معروف به اولین تاریخ‌نگار کویتی شد زیرا اولین کسی بود که کتابی در زمینه تاریخ کویت در سال ۱۹۲۶ نوشت. وی همچنین معروف به پیشتاز روزنامه‌نگاری در کویت است بخاطر این که برای اولین بار مجله «کویت در یک سال» را در سال ۱۹۲۸ منتشر کرد.

## تحصیلات
عبدالعزیز در کودکی به همراه پدر و برادرانش بخاطر خشکسالی شدید از منطقه الزلفی در عربستان به کویت مهاجرت کرد. در ۶ سالگی نزد ملا زکریا انصاری به فراگیری قرآن پرداخت و پس از دو سال این علم را فراگرفت و پس از چند سال شاگردی نزد شیخ عبدالله الخلف به همراه پدرش به تجارت روی آورد. او همچنین مدتی نیز در قاهره و مکه و مدینه به تحصیل در مکاتب شیوخ معروف آن زمان پرداخت.

## فعالیت‌ها در کویت
هنگامی که عبدالعزیز در سال ۱۹۱۱به کویت برگشت، با تأسیس مدرسه مبارکیه، یک نهضت فرهنگی در این کشور شروع شده بود که مورد تأیید شخصیت‌های معروفی چون یوسف بن عیسی القناعی و صقر الشبیب (شاعر) قرار داشت. وی در سال ۱۹۱۷ به عنوان ناظر در مدرسه مبارکیه منصوب شد، و به مدت دو سال در این منصب باقی ماند. وی تلاش کرد که علومی از قبیل جغرافیا، ریاضیات و زبان انگلیسی را در این مدرسه وارد کند و در این زمینه با سختی‌ها و مخالفت‌های زیادی از طرف علمای آن زمان روبرو بود.
او در سال ۱۹۲۱ عضو اولین پارلمان کویت شد. عبدالعزیز به امانت داری، بیان حقایق، پرهیز از چاپلوسی و جدیت در کار معروف بود.